# Каталог птахів
Каталог птахів (фр. Catalogue d'oiseaux) — фортепіанний цикл Олів'є Мессіана. Написаний у 1956–1958 роках. Вперше виконаний 19 квітня 1959 року в Парижі Івонною Лоріо, жінкою композитора.

## Структура
Цикл складається із 7 зошитів, що містять 13 п'єс, кожна з яких має назву, що відповідає назві птаха, спів якого відтворюється музичними засобами:
Зошит 1
1. Le chocard des alpes («Галка альпійська»)
2. Le loriot («Вивільга звичайна»)
3. Le merle bleu («Скеляр синій»)
Зошит 2
4. iv Le traquet stapazin («Кам'янка іспанська»)
Зошит 3
5. La chouette hulotte («Сова сіра»)
6. L'alouette lulu («Лісовий жайворонок»)
Зошит 4
7. La rousserolle effarvatte («Очеретянка»)
Зошит 5
8. L'Alouette calandrelle («Малий жайворонок»)
9. La bouscarle («Очеретянка середземноморська»)
Зошит 6
10. Le merle de roche («Скеляр строкатий»)
Зошит 7
11. La buse variable («Канюк звичайний»)
12. Le traquet rieur («Кам'янка білогуза»)
13. Le courlis cendré («Кульон великий»)